# José Ignacio Palma
José Ignacio Palma Vicuña (Santiago, 9 de marzo de 1910-Santiago, 27 de junio de 1988) fue un ingeniero y político democratacristiano chileno, desempeñando cargos de congresista y ministro. Sus hijos Joaquín y Andrés han sido diputados.

## Estudios
Estudió en el Liceo Alemán de Santiago y luego en la Universidad de Chile, donde se tituló de ingeniero civil en 1939, con la tesis Tranque en Santa Cruz.
Fue presidente de la Federación de Estudiantes de la Universidad de Chile (FECh) en el período 1935-1936, y uno de los fundadores de la Falange Nacional (FN) el 8 de diciembre de 1938, partido que sería el germen de la Democracia Cristiana (DC).

## Cargos políticos
- Fue ministro de Tierras y Colonización del Presidente Gabriel González Videla, dentro de su gabinete de coalición (1950-1952).
- Tras ello inició su carrera parlamentaria, siendo electo diputado por Valdivia, La Unión y Río Bueno (1953-1961), y después senador por Atacama y Coquimbo (1965-1973).
- Fue segundo vicepresidente de la Cámara Baja y presidente de la Cámara Alta (1972-1973).

## Grupo de los "13"
Tras el golpe militar del 11 de septiembre de 1973, fue uno de los pocos dirigentes democratacristianos que se manifestaron abiertamente contra el derrocamiento de Allende, firmando la conocida "Declaración de los 13", que asigna las responsabilidades justas de los hechos de la época, a cada uno de los sectores políticos, y reclama la pronta vuelta a la democracia. "Los hechos que hoy lamentamos señalan que sólo en libertad, sustentada por la mayoría del pueblo y no por minorías excluyentes, se puede aspirar a la transformación humanista y democrática de Chile que constituye nuestra meta y fortalece nuestra voluntad". Este grupo se caracterizaría por ser un férreo defensor del constitucionalismo, del regreso a la democracia y de la protección de los derechos humanos.[cita requerida]

## Historial electoral

### Elecciones parlamentarias de 1965
- Elecciones Parlamentarias de 1965 a Senador por la Segunda Agrupación Provincial, Atacama-Coquimbo Período 1965-1973 (Fuente: Dirección del Registro Electoral, Domingo 7 de marzo de 1965)